# 진목초등학교 (남해군)
진목초등학교는 대한민국 경상남도 남해군 설천면 설천로 291-6 (진목리)에 있었던 공립 초등학교이다.

## 학교 연혁
- 1938년 4월 16일 진목공립심상소학교 개교(설립인가 3월 30일)
- 1941년 4월 1일 진목공립국민학교로 개칭
- 1942년 3월 31일 6년제 인가
- 1980년 4월 10일 병설유치원 인가
- 1996년 3월 1일 진목초등학교로 개칭
- 1999년 2월 22일 제56회 졸업식(총 졸업생수 4,150명)
- 1999년 3월 3일 입학식(남6, 여4, 계10명)
- 1999년 9월 1일 설천초등학교 통폐합